# 黄殿中
黄殿中（1952年1月—），江苏新沂人。中华人民共和国政治人物，中国工程院院士。
毕业于南京化工学院无机化工专业、四川大学电子与信息工程专业。后供职于中华人民共和国国家安全部四局七处助理工程师。2000年5月，任国家安全部十三局局长、十六局局长。2004年4月，任国家安全部部长助理兼十六局局长。2005年7月，任国家安全部部长助理。2006年7月，任国家安全部纪委书记，晋升为副总警监警衔。后升任国家安全部副部长。2015年到龄退休，其国家安全部纪委书记一职由刘彦平接任。
2021年当选为中国工程院院士。